# Carica Shi
Carica Shi (kineski 史皇后) bila je supruga kineskog cara Wanga Manga iz dinastije Xin koju je on osnovao. Udala se 23. godine, a bila je kći jednog od službenika svoga muža, Shija Chena (kin. 史諶).
Iste je godine glavni grad Xi'an napadnut, a njen je otac ubijen. Ne zna se što se točno dogodilo s caricom, ali je moguće da je i ona ubijena tom prigodom.